# ニュータウン (サカノウエヨースケのアルバム)
『ニュータウン』は、サカノウエヨースケ4枚目のスタジオ・アルバム。2014年9月24日にDESTINY LABELよりリリース。規格品番：DFA-004。

## 解説
前作『AND』より2年3か月ぶりのリリース。
200万ダウンロードを記録したスマートフォン用オンラインゲーム『チェインクロニクル』主題歌「キズナの物語」のセルフカバー、旧知の仲でもある芸人鉄拳とのコラボMV「ニュータウン」を含む全12曲が収録。

## 収録曲
全作詞・作曲・編曲：サカノウエヨースケ
1. overture
2. モナ・リザ
3. 君のたった一人でありたい
4. 今も誰かを待っている君の為に
5. motherhood
6. キズナの物語
  - スマートフォン向けRPG『チェインクロニクル』（SEGA）テーマソング
7. ニュータウン
8. 僕に彼女が出来たなら
9. JUMP ON THE NEXT
10. 派手にいこうぜ
11. 恋するサンセット　恋したサンライズ
12. 人を好きになるということ